# Oligostraca
Oligostraca, nadrazred rakova danas podijeljen na dva razreda i jedan podrazred

## Podjela
- Classis Ichthyostraca Zrzavý, Hypša & Vlášková, 1997
- Subclassis Mystacocarida Pennak & Zinn, 1943
- Classis Ostracoda Latreille, 1802